# Flame Is Burning
Chansons représentant la Russie au Concours Eurovision de la chanson
You Are the Only One
(2016) I Won't Break
(2018)
Flame Is Burning (en français : « La flamme brûle ») est une chanson interprétée par la chanteuse russe Ioulia Samoïlova. C'est la chanson qui aurait dû représenter la Russie au Concours Eurovision de la chanson 2017 à Kiev, en Ukraine. Ioulia Samoïlova a finalement représenté la Russie l'année suivante avec la chanson I Won't Break.

## Concours Eurovision de la chanson

### Sélection interne
Le 12 mars 2017, la chanson Flame Is Burning de Ioulia Samoïlova a été sélectionnée en interne par la Compagnie d'État pan-russe de télévision et de radiodiffusion (VGTRK), le diffuseur russe, et serait ainsi la chanson représentant la Russie au Concours Eurovision de la chanson de 2017.

### Retrait de l'Eurovision 2017
Le 13 mars 2017, le lendemain de l'annonce faite par le diffuseur russe VGTRK que Ioulia Samoïlova représenterait la Russie au Concours, un communiqué annonce que les autorités ukrainiennes enquêtent sur le cas de la chanteuse, en raison d'un concert donné en Crimée en 2015, une péninsule qui a été rattachée à la Russie à la suite du référendum de 2014.
Le 13 avril 2017, juste un mois avant la finale, le pays se retire, faute d'un accord entre l'UER et le diffuseur hôte, UA:PBC.